# Олеандоміцин
Олеандоміцин — антибіотик з групи макролідів для перорального та парентерального застосування. Він є природним 14-членним макролідним антибіотиком, отриманим з грибка Streptomyces antibioticus. Олеандоміцин уперше отриманий у Великій Британії у 1954 році, а випуск препарату паралельно розпочали компанії «Hoffmann-La Roche» під торговою маркою «Роміцил» та «Pfizer» під торговою маркою «Матроміцин», окрім того, «Pfizer» одночасно розпочав випуск комбінованого препарату олеандоміцину і тетрацикліну під торговою маркою «Сигмаміцин». Натепер його вважають застарілим антибіотиком і не використовують у клінічній практиці в більшості країн світу.

## Фармакологічні властивості
Олеандоміцин — антибіотик широкого спектра дії. Препарат діє бактеріостатично, порушуючи синтез білка в бактеріальній клітині. До препарату чутливі наступні збудники: стрептококи, стафілококи, легіонелли, клебсієли, клостридії, спірохети, Bordetella pertussis, Corynebacterium diphtheriae, Bacillus anthracis, Enterobacter spp., Brucella spp., Neisseria gonorrhoeae, Haemophilus influenzae, мікоплазми, хламідії, рикетсії.

### Фармакодинаміка
Препарат добре всмоктується в травній системі, біодоступність вища, чим у еритроміцину. Максимальна концентрація в крові досягається протягом 1-3 годин. Високі концентрації препарату виявляються в більшості органів і тканин. Олеандоміцин накопичується в зубах, печінці, селезінці, пухлинних тканинах. Препарат проникає через плацентарний бар'єр, виділяється в грудне молоко. Олеандоміцин не проходить через непошкоджений гематоенцефалічний бар'єр. Терапевтична концентрація антибіотика утримується в крові протягом 5 годин. Виводиться препарат з організму з сечею і калом, концентрація в сечі і жовчі вища, чим у еритроміцину.

## Показання до застосування
Олеандоміцин застосовувався при інфекціях, спричинених чутливими до препарату мікроорганізмами, а саме: інфекції дихальних шляхів і ЛОР-органів (ангіна, фарингіт, отити, синусити, ларингіт, бронхіти, пневмонія, бронхоектатична хвороба); інфекції сечостатевої системи (пієлонефрит, цистит, ендометрит, простатит, гонорея); остеомієліті; при деяких інфекційних захворюваннях (менінгіт, туляремія, бруцельоз, рикетсіози, інфекційний мононуклеоз). Нині вважається застарілим препаратом, застосування його обмежене.

## Побічна дія
При застосуванні олеандоміцину можливі наступні побічні ефекти:
- Алергічні реакції — рідко висипання на шкірі, свербіж шкіри, набряк Квінке, фотодерматит.
- З боку травної системи — часто нудота, блювота, біль в животі, діарея, запор, глосит, езофагіт, дисбактеріоз, кандидоз ротової порожнини, при тривалому прийомі (більше 2 тижнів) — дуже часто спостерігаються порушення функції печінки.[2]
- З боку нервової системи — рідко головний біль, запаморочення.
- Зміни в лабораторних аналізах — рідко нейтропенія, тромбоцитопенія, еозинофілія, гемолітична анемія, підвищення рівня сечовини і креатиніну, підвищення рівня білірубіну, підвищення активності трансаміназ і лужної фосфатази в крові.

## Протипокази
Олеандоміцин протипоказаний при підвищеній чутливості до макролідів, вираженій печінковій і нирковій недостатності, при вагітності. Під час застосування препарату рекомендовано припинити годування грудьми.

## Форми випуску
Олеандоміцин випускається у вигляді комбінованого препарату з тетрацикліном у вигляді желатинових капсул по 83 мг олеандоміцину і 167 мг тетрацикліну гідрохлориду. Раніше випускався у вигляді таблеток по 0,125 г, а також у вигляді порошку в флаконах для ін'єкцій по 0,1;0,25 і 0,5 г. Олеандоміцин разом із тетрацикліном входив також у склад комбінованого препарату «Тетраолеан», що випускався у флаконах для внутрішньовенного застосування. Нині в Україні не зареєстрований.